# 贵州龙属
貴州龍是一種三疊紀海生爬行動物，屬於贵州龙科。貴州龍是中國境內最早被發現的原始鰭龍類，其化石最初在1957年夏季由時任中國地質博物館館員胡承志發現於中國貴州省西南部的興義市頂效鎮綠蔭村，故得名。除貴州省外，其化石在雲南和湖北亦有發現紀錄。貴州龍是最常被發現的鰭龍超目物種之一，且經常可以發現保存完好、關節仍連接的貴州龍化石，使其頗受收藏者的歡迎。貴州龍與腫肋龍科經常被歸類於幻龍目，或被列為鰭龍超目的原始獨立支系。

## 描述

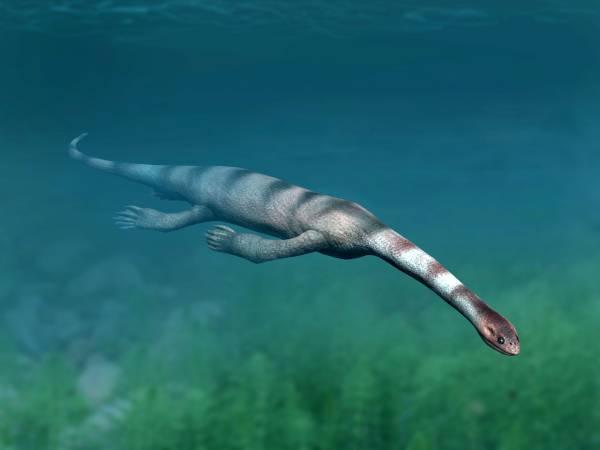
胡氏貴州龍的重建圖

如同其他鰭龍類，貴州龍是高度適應水生環境的動物。牠們身長15到30公分，擁有長頸部、長尾巴，以及有五個腳趾的延長腳掌。尖頭部、銳利牙齒顯示牠們是水生動物，並以魚類為生。有些貴州龍有特殊發展的尺骨，顯示牠們有部分時間處在陸地或濕地上。
曾經在兩個胡氏貴州龍的化石中，發現幼年貴州龍的化石，加上牠們骨盆的結構，顯示牠們是卵胎生動物，直接產下幼年個體。

## 形態特徵

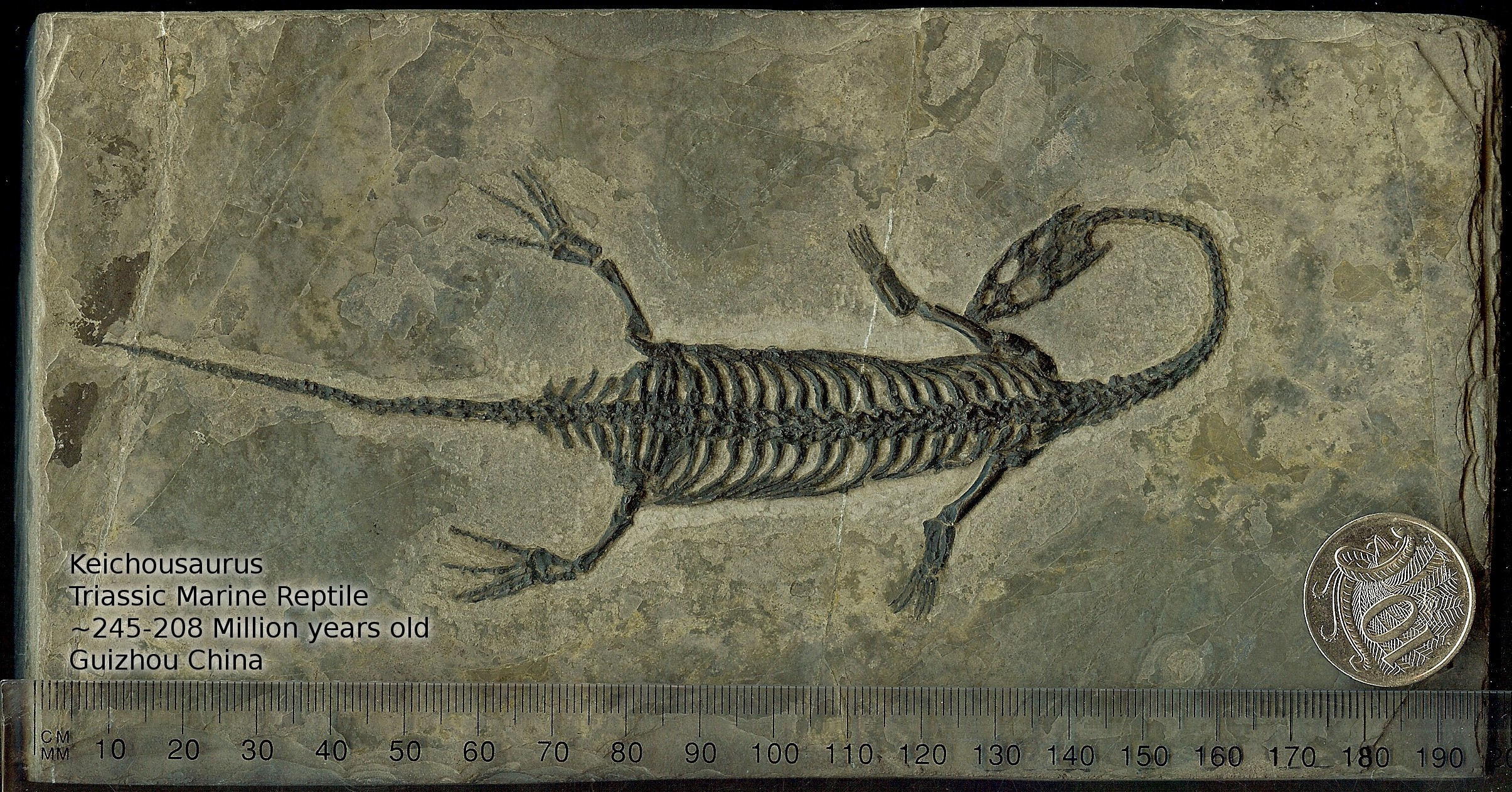
貴州龍的化石，身長20公分

貴州龍的尺骨寬廣，與貴州龍的歐洲近親並不相同。寬廣的尺骨增加了前肢的表面積，使牠們可以移動時更有效率。貴州龍屬於腫肋龍科，具有短口鼻部、長顳孔等腫肋龍科的特徵。貴州龍的頭部小，頸部長而彎曲，尾巴長。貴州龍的前段尾椎有橫向的橫突。貴州龍與趾龍的下顳孔長而狹窄，延伸至頭骨的後段，其他腫肋龍科沒有這種特徵。貴州龍與其他腫肋龍科的不同處有：更粗的肱骨、寬廣的尺骨、略呈多指型的前肢。貴州龍缺乏胸骨，前肢略呈鰭狀，顯示在運動時，前肢發揮較大的作用。肩帶由鎖骨、間鎖骨、肩胛骨、鳥喙骨構成。貴州龍的身體各部份成長速度不同，呈現異速生長的現象。

## 運動方式

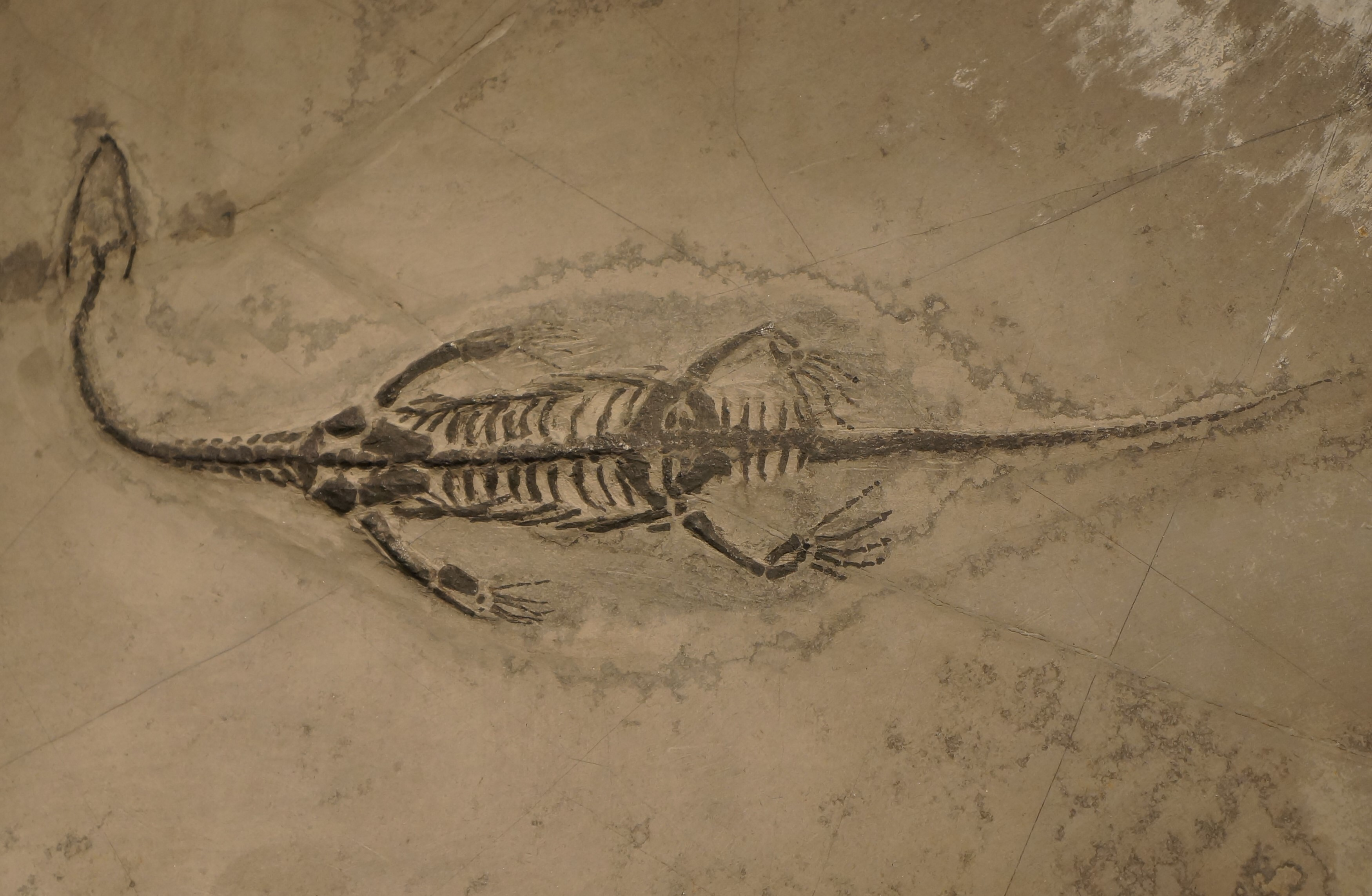
2015年化石 (展覽)展覽中的貴州龍化石

貴州龍是種水生動物，利用四肢與腳掌的力量划動前進。貴州龍在水中運動時，主要是使用前肢，後肢較不特化，可能具有控制方向與停止的功能。這種運動方式類似幻龍科與現代的海獅。
另一方面，貴州龍的肩帶粗壯，顯示有強壯肌肉附著，類似採取水中飛行方式的蛇頸龍類。前段尾椎的側向橫突，顯示尾巴可以附著大量的肌肉，可以做出某種程度的左右擺動動作。貴州龍有長頸部，方便牠們的獵食。貴州龍的強壯四肢與尾巴，使牠們成為高機動性的水中掠食動物。

## 繁衍
根據貴州龍的原始肘部關節，以及尺骨缺乏鷹嘴突（Olecranon process），貴州龍不可能爬上海岸、產卵。曾經在兩個胡氏貴州龍的化石中，在身體後段發現幼年貴州龍的化石，顯示牠們極可能是卵胎生動物，直接產下幼年個體。